# Perevolockij rajon
Il Perevolockij rajon (in russo Переволоцкий район?) è un rajon dell'Oblast' di Orenburg, nella Russia europea. Istituito nel 1935, il capoluogo è Perevolockij.